# Charta von Alaon
Die Charta von Alaon ist ein arglistig gefälschtes Dokument, mit dem die Herkunft der Familie des Herzogs Eudo von Aquitanien († 735) belegt werden sollte. Sie ist als Schenkung eines Grafen Vandregisil an das Kloster Santa María de Alaón in der Grafschaft Ribagorza auf den 21. Januar 845 datiert und trägt das Signum König Karls des Kahlen. Der französische Historiker Joseph-François Rabanis wies jedoch 1856 nach, dass die Charta erst im 17. Jahrhundert angefertigt wurde. Seine Forschung entlarvte angeblich gesichertes Wissen zur Geschichte der Gascogne und des Königreichs Navarra als bedeutungslos.

## Widerlegung
Zu den unbelegten Behauptungen der Charta gehört die Abstammung der Herzöge von Aquitanien und Gascogne von dem Merowingerkönig Charibert II. († 632). Dessen Sohn Chilperich starb kurz nach seinem Vater, jüngere Söhne Chariberts, von denen Eudo abstammen sollte, sind tatsächlich nicht bekannt. Desgleichen ist die Herkunft von Herzog Lupus (I.) unbekannt und eine Verwandtschaft zu Eudo oder den Merowingern nicht beweisbar.
Vom Haus Jiménez, das Navarra vom 10. bis zum 13. Jahrhundert regierte, wurde ebenfalls vorgegeben, es stamme von Lupus und einem seiner Söhne ab. Obwohl eine Verwandtschaft zwischen Lupus und Jimeno, dem namengebenden Ahnherr des Hauses Jiménez, wahrscheinlich ist, so ist doch keine Beziehung zwischen ihm und den Basken bekannt. Tatsächlich kann schlüssig belegt werden, dass weder die aquitanischen noch die gascognischen Herzöge baskischer Herkunft waren. Charles Higounet bezeichnet Genealogien mit diesem Ansatz als "Phantasiegebilde". Der Historiker Jules Villain schlug sogar eine Verbindung zwischen dem Haus Comminges und Lupus (II.) vor. Tatsächlich sind von Lupus (II.) weder Eltern noch Ehefrauen oder Kinder bekannt, hierzu liegen lediglich Vermutungen vor.
Der Historiker Arthur Giry (1848–1899) schreibt:

„Aufgrund der Ansprüche des Hauses Spanien-Österreich auf die Krone Frankreichs muss über die Herkunft einer der berühmtesten Fälschungen der Geschichte, der Charta von Alaon, berichtet werden. Dabei handelt es sich um ein angebliches Diplom König Karls des Kahlen mit Datum 21. Januar 845, in dem Geschenke eines gewissen Wandregisel an das Kloster Alaon in der Diözese Urgel bestätigt werden. Diese Bestätigung von übermäßiger Länge enthält eine Genealogie dieses Grafen Wandregisel, bei der es darum geht, die Herkunft der früheren Könige von Aragon zu erhellen, sie von den Herzögen und Königen Aquitaniens abstammen zu lassen und diese mit den Merowingern zu verknüpfen. Dieses Dokument soll von 862 bis 1041 neun Mal bekräftigt worden sein, aber es scheint, dass die alten Texte weder des Diploms noch seiner Bekräftigungen jemals existiert haben. Eine Kopie davon wurde vom Archivar und Annalisten Aragons, Dormer, dem Kardinal Aguirre überlassen, so als stamme es aus den Archiven Seo de Urgels, der es in gutem Glauben in seine Collectio conciliorum Hispaniae (Band III, Rom, 1694, in-fol., S. 131) aufnahm. Es scheint, dass dieser Text kurz zuvor durch den spanischen Publizisten Tamayo de Salazar produziert worden war, der schon zu seiner Zeit ein berühmter Hochstapler war. Kaum veröffentlicht, wurde die Charta von Alaon in Frankreich als eines der wertvollsten Dokumente unserer Geschichte akzeptiert, da sie überladen war mit einer Unmenge von apokryphen Namen, Daten und Fakten. Dom Vaissète vor allem hat auf dieser Basis ein ganzes historisches System erstellt. Benjamin Guérard kommt die Ehre zu, als erster – es ist fast sechzig Jahre her – dieser Täuschung durch einige entscheidende Argumente Gerechtigkeit widerfahren zu lassen. Jedoch haben diese falschen Texte ein zähes Leben, zumal sie auch so interessant sind. Obwohl die Belege, Beweise und Argumente aufgehäuft wurden, haben sich viele Historiker, die nicht auf die Gedanken kämen, die berühmte Charta zu verteidigen, und sogar solche, die ihre Unechtheit erklären, mit den Daten und Fakten, die durch die Charta eingeführt worden sind, abgefunden. Fetzen der Charta von Alaon finden sich in vielen zeitgenössischen historischen Schriften. Auch wenn derartige Dokumente endgültig verurteilt werden, ist es klar, dass die Geschichte davon etwas zurückbehalten wird.“

## Genealogie
Die Stammliste folgt den Angaben der Charta von Alaon und stellt den einzelnen Einträgen die nachweisbaren historischen Fakten gegenüber; insbesondere bedeutet dies, dass eine Person als unhistorisch im Sinne von nicht belegt anzusehen ist, falls keine historischen Fakten angegeben sind.
1. Charibert ⚭ Gisela, Tochter von Amandus, Herzog von Gascogne[4] [historisch: Charibert II., † 8. April 632, 628 bezeugt, 629 Unterkönig in Aquitanien, begraben in Saint-Romain de Blaye, Sohn von Chlothar II. und Halbbruder von Dagobert I.; Charibert war etwa 18 Jahre alt, als er starb, er hinterließ einen Sohn, Chilperich, der kurz nach ihm starb (siehe Stammliste der Merowinger)]
  1. Boggis, Herzog von Aquitanien[5]; ⚭ Oda [historisch : Die "Vita Landiberto episcopi Traiectensis" (Vita des Bischofs Lambert von Maastricht) des Kanonikers Nikolaus erwähnt Herzog Boggis und seine Ehefrau Oda ("Oda…Bohggis Aquitanorum ducis recens defuncti vidua"), diese als amita, d. h. als Lamberts Tante väterlicherseits[6]]
    1. Eudo, Herzog von Aquitanien bestehend aus den Gauen Toulouse, Cahors, Poitiers, Agen, Arles, Saintes und Périgueux; ⚭ Waltrude, Tochter von Herzog Walchigis[7] [historisch Eudo als Person, wohl 715/717[8], wohl 725[9], † 735 („Eodo Dux“[10], † ohne Jahresangabe[11]), † vor 736 ("Karolus dimicabat contra filios Eodonis"[12])]
      1. Hunoald[13]; ⚭ NN [historisch: Sohn Eudos ("Hunaldo filio Eodonis"[14], und "Chunoaldo duce filio Eudone"[15]); nach dem Tod Waifars 768 wurde Hunoald wieder als Herzog eingesetzt, erhob sich gegen Karl den Großen, wurde geschlagen und von Herzog Lupus von Gascogne ausgeliefert, als die Franken drohten, in die Gascogne einzumarschieren[16]] ⚭ NN, † nach 768, "matrem Waifarii et sororem eius ac neptos" wurden gefangen genommen[17]
        1. Waifar; ⚭ Adela (s. u.)[18] [historisch: "Waifarium dux Aquitaniorum"[19], † 2. Juni 768[20]]
          1. Lupus[21]

        2. Tochter ⚭ NN [nicht in der Charta; historisch: König Pippin hielt 768 "matrem Waipharii et sororem eius et neptas eius" gefangen[22]]
        3. Tochter [nicht in der Charta; historisch: König Pippin hielt 768 "aliam sororem Waifarii" gefangen[17]]

      2. Hatto; ⚭ Wandrade[23] [historisch: "Hunaldus dux germanum suum nomine Hattonem" – der Vollbruder des Herzogs Hunaldus mit Namen Hatto[24]]
        1. Lupus[25] [historisch: "Wasconum dux Lupus" (770)[26] ohne Verwandtschaftsangaben]
          1. Adalaricus[27] [historisch: der Baskenherzog Adalericus bekämpfte Chorso, den Herzog von Toulouse (785/89)[28], ohne Verwandtschaftsangabe]
            1. Sciminus (Jimeno)[29]
              1. Garsimirus (Garcia)[30]

            2. Centullus[31]
              1. Lupus[32]
                1. Donatus Lupus ⚭ Faquilo, wohl Tochter von Manius[33] [historisch: Ludwig der Fromme sandte 827 "Elisachar abbatem et Hildebrandum comitem…et Donatum" zur Unterdrückung eines Aufstands in der Spanischen Mark[34], Ludwig der Fromme sandte 838 "Bonifatius comes et Donatus…comes…et Adrebaldus Flaviniacensis monasterii abbas" als Gesandte nach Septimanien[35], "Dompna Faquilo" stiftete dem Kloster Saint-Orens de Lavendan für die Seelen von "Mansionis…Donati Lupi comiti…et filiis meis et filias", unterschrieben mit "Dattonis Donati comitis, Luponis, Luponis Centuli"[36] – Stammvater der Grafen von Bigorre]
                2. Centulus Lupus[37] [historisch als Lupus Centulus, d. h. Lupus, Sohn des Centulus, "Dompna Faquilo" stiftete dem Kloster Saint-Orens de Lavendan für die Seelen von "Mansionis…Donati Lupi comiti…et filiis meis et filias", unterschrieben mit "Dattonis Donati comitis, Luponis, Luponis Centuli"[36] – Stammvater der Grafen von Vizegrafen von Béarn]

          2. Loup-Sanche[38]
          3. Adela; ⚭ Waifar (s. o.)[39]

        2. Artalgarius[40]
          1. Vandregisilus; ⚭ Maria, Tochter von Graf Aznar[41] [vielleicht historisch: "Asenarius comes de Iacca filiam suam Mariam nuptuit dedit Wandregisilo limitis Hispanici comitis, qui ab Eudone Aquitaniæ ducis genus ducebat, quique anno 835 Alaonense monasterium fundavit et donavit" – Maria, die Tochter des Grafen Aznar von Jaca (Huesca) heiratete den genannten Wandregisilus, Grafen an der hispanischen Grenze, der von Herzog Eudo von Aquitanien abstammt und im Jahr 835 das Kloster Alaon gründete und ausstattete[42]]
            1. Bernarthus; ⚭ Theuda[43]
            2. Atthonus, Graf von Pallars; ⚭ Eycelina[44]
            3. Antonius, Vizegraf von Beziers; ⚭ Adoyra[45]
            4. Asinarius (Aznar), Vizegraf von Soule und Louvigny; ⚭ Gerberga[46] [historisch: "Asinarius Solensis ac Lupiniacensis vicecomes cum uxore mea vicecomitissa Gerberga, et filiis nostris Asinario et Buchardo et Arnaldo et Faquilina" (20. Juli 862)[47] – Stammvater der Vicomtes de Soule et de Louvigny ohne erwähnte verwandtschaftliche Verbindung]

          2. Ermiladius, Graf von Agen[48]

        3. Icterius, Graf von Auvergne[49]

      3. Remistanius [nicht in der Charta; historisch: "Remistanius avunculus Waiofario" und "Remistanius filius Eudone quondam"[50], "Remistanius avunculus Waifarii"[51], "Remistagnum"[52]]
      4. Tochter; ⚭ Munusa[53] [historisch: "Dux Francorum…Eudo" verheiratete "filiam suam" an "unus ex Maurorum gente…Munniz"[54]]

    2. Imitarius[55]

  2. Bertrandus[56]

Ohne Anschluss:
- Totilo, Herzog von Gascogne[57]
- Sigihinus (Seguin) Mostellanicus[58] Historisch: "Vascones" erhoben sich gegen "ducem suum .... Sigiwinum"[59]; "Sihiminum comitem" wurde 816 von Kaiser Ludwig dem Frommen verjagt und floh nach Spanien, wo er den Leuten des Kaisers erhebliche Probleme bereitete ("ubi postea multa turbationes contra gentes Imperatoris fecit")[60]